# Amber Dawn
Amber Dawn és una escriptora, cineasta i artista de performance canadenca resident a Vancouver, Columbia Britànica; el 2012 guanyà el Premi Dayne Ogilvie 2011 atorgat pel Trust d'Escriptors del Canadà a una escriptora LGBT emergent.
El 2010 publica la primera novel·la, Sub Rosa, que després guanyaria el Premi Literari Lambda per a debut en ficció.
Dawn també fou editora de l'antologia Fist of the Spider Woman: Tales of Fear and Queer Desire, nominada per al "Premi Literari Lambda de Ciència-ficció, Fantasia i Terror" del 2009, i coedità amb Trish Kelly With Rough Tongue: Femmes Write Porn. El 2013 publica un nou llibre d'assaig i poemes, How Poetry Saved My Life: A Hustler's Memoir, que fou preseleccionat, en la categoria Memòries Lesbianes / Biografies en el 26é Premi Literari Lambda, i guanyà el 2013 City of Vancouver Book Award.
Dawn fou directora de programació del Vancouver Queer Film Festival durant quatre anys, fins al 2012.
El 2013, formà part del jurat del "Premi Dayne Ogilvie" amb Vivek Shraya i Anne Fleming, i elegiren C. E. Gatchalian com el guanyador de l'any.

## Obra

### Algunes publicacions
| Títol                                                    | Any publicat | Notes   |
| -------------------------------------------------------- | ------------ | ------- |
| With a Rough Tongue: Femmes Write Porn                   | 2005         | editora |
| Fist of the Spider Woman: Tales of Fear and Queer Desire | 2009         | editora |
| Sub Rosa                                                 | 2010         |         |
| How Poetry Saved My Life                                 | 2013         |         |
| Where the Words End and My Bodi Begins                   | 2015         |         |